# Azorilla
Azorilla is een geslacht van weekdieren uit de klasse van de Gastropoda (slakken).

## Soorten
- Azorilla lottae (Verrill, 1885)
- Azorilla megalembryon (Dautzenberg & H. Fischer, 1896)